# Barys
Pour les articles homonymes, voir Astana (homonymie).
Le Barys hockey club (Барыс хоккей клубы) ou Barys Astana est un club de hockey sur glace basé à Astana, capitale du Kazakhstan. Il évolue dans la KHL.

## Palmarès
- Vainqueur du Championnat du Kazakhstan : 2008, 2009 ;
- Vainqueur de la zone Oural - Sibérie occidentale de la Pervaïa Liga : 2007.

Logo de 2008 à 2022
Logo depuis 2022

## Historique
Le club est créé en 1999. Barys signifie panthère en kazakh. Il évolue dans le Palais des Sports. Il débute dans le championnat du Kazakhstan. En 2004, il joue parallèlement dans la Pervaïa Liga, la troisième division russe. En 2008, le club remporte la zone Oural - Sibérie occidentale de la Pervaïa Liga et est promu dans la Vyschaïa Liga pour la saison suivante. Lors de sa première saison au second échelon russe, il s'incline en quart de finale des séries éliminatoires contre le Khimik Voskressensk. La même année, le club remporte son premier titre de champion national.
En 2008, le club intègre une nouvelle ligue en Eurasie, la Ligue continentale de hockey. Le 3 septembre 2008, le Barys remporte son premier match, en défaisant à l'étranger le Neftekhimik Nijnekamsk 2-1 en fusillade. Le 14 septembre 2008, il remporte sa première victoire à domicile lors du sixième match de la saison contre le champion de Russie en titre, le Salavat Ioulaïev Oufa 3-2, également en fusillade.

### Saisons en KHL
Note: PJ : parties jouées, V : victoires, VP: victoires en prolongation, VF: victoires en fusillade, D : défaites, N : matchs nuls, DP : défaite en prolongation, DTF : défaite en fusillade, Pts : Points, BP : buts pour, BC : buts contre.
| Saison    | PJ | V  | VP | VTB | D  | DP | DTB | BP  | BC  | Pts | Classement | Séries éliminatoires                                                                                            |
| --------- | -- | -- | -- | --- | -- | -- | --- | --- | --- | --- | ---------- | --- |
| 2008-2009 | 56 | 20 | 3  | 4   | 25 | 2  | 2   | 174 | 191 | 78  | 15e/24     | Ak Bars Kazan 3-0 (huitième de finale)                                                                          |
| 2009-2010 | 56 | 20 | 5  | 1   | 23 | 1  | 6   | 169 | 173 | 79  | 14e/24     | Ak Bars Kazan 3-0 (huitième de finale)                                                                          |
| 2010-2011 | 54 | 20 | 2  | 2   | 21 | 3  | 6   | 155 | 152 | 77  | 14e/23     | Ak Bars Kazan 4-0 (huitième de finale)                                                                          |
| 2011-2012 | 54 | 25 | 2  | 1   | 22 | 1  | 3   | 160 | 160 | 85  | 10e/23     | Metallourg Magnitogorsk 4-3 (huitième de finale)                                                                |
| 2012-2013 | 52 | 23 | 3  | 2   | 18 | 4  | 2   | 175 | 161 | 85  | 10e/26     | Traktor Tcheliabinsk 4-3 (huitième de finale)                                                                   |
| 2013-2014 | 52 | 26 | 2  | 4   | 18 | 2  | 2   | 182 | 127 | 94  | 4e/28      | Avtomobilist Iekaterinbourg 4-0 (huitième de finale) Salavat Ioulaïev Oufa 4-2 (quart de finale)                |
| 2014-2015 | 60 | 24 | 2  | 4   | 21 | 3  | 6   | 170 | 165 | 93  | 11e/28     | Avangard Omsk 4-3 (huitième de finale)                                                                          |
| 2015-2016 | 60 | 21 | 4  | 4   | 25 | 2  | 4   | 167 | 180 | 85  | 9e/28      | Non qualifié |
| 2016-2017 | 60 | 25 | 6  | 0   | 26 | 2  | 1   | 151 | 167 | 90  | 5e/29      | Traktor Tcheliabinsk 4-2 (huitième de finale) Metallourg Magnitogorsk 0-4 (quart de finale)                     |
| 2017-2018 | 56 | 19 | 5  | 0   | 25 | 3  | 4   | 148 | 164 | 74  | 19e/27     | Non qualifié |
| 2018-2019 | 62 | 28 | 5  | 5   | 14 | 6  | 4   | 190 | 149 | 86  | 5e/25      | Torpedo Nijni Novgorod 4-3 (huitième de finale) Avangard Omsk 1-4 (quart de finale)                             |
| 2019-2020 | 62 | 31 | 6  | 1   | 16 | 8  | 0   | 156 | 137 | 84  | 4e/25      | Metallourg Magnitogorsk 4-1 (huitième de finale) Suite des play-offs annulés à cause de la pandémie de COVID-19 |
| 2020-2021 | 60 | 20 | 8  | 3   | 22 | 5  | 2   | 147 | 157 | 69  | 11e/23     | Metallourg Magnitogorsk 2-4 (huitième de finale)                                                                |
| 2021-2022 | 47 | 14 | 4  | 4   | 21 | 2  | 2   | 127 | 138 | 48  | 17e/24     | Metallourg Magnitogorsk 1-4 (huitième de finale)                                                                |
| 2022-2023 | 68 | 20 | 4  | 3   | 34 | 3  | 4   | 153 | 194 | 61  | 20e/22     | Non qualifié |
| 2023-2024 | 68 | 12 | 4  | 5   | 39 | 5  | 3   | 137 | 205 | 50  | 22e/23     | Non qualifié |
| 2024-2025 | 68 | 8  | 3  | 3   | 47 | 3  | 4   | 99  | 227 | 35  | 23e/23     | Non qualifié |

### Saisons au Kazakhstan
| Saison  | PJ | V  | VP | N | DP | D  | BP  | BC  | Pts | Classement | Séries éliminatoires        |
| ------- | -- | -- | -- | - | -- | -- | --- | --- | --- | ---------- | --------------------------- |
| 1999-00 | 17 | 11 | -  | 0 | -  | 6  | 160 | 107 | 22  | 2e/7 place | 2e de la poule finale       |
| 2000-01 | 24 | 19 | -  | 0 | -  | 5  | 188 | 80  | 38  | 2e/7 place | Pas de séries éliminatoires |
| 2001-02 | 24 | 17 | -  | 1 | -  | 6  | 144 | 64  | 35  | 2e/7 place | Pas de séries éliminatoires |
| 2002-03 | 24 | 10 | -  | 3 | -  | 11 | 124 | 102 | 23  | 5e/7 place | Pas de séries éliminatoires |
| 2003-04 | 24 | 6  | -  | 1 | -  | 17 | 81  | 171 | 13  | 5e/7 place | Pas de séries éliminatoires |
| 2004-05 | 28 | 13 | 0  | 1 | 1  | 13 | 64  | 78  | 41  | 4e/8 place | Pas de séries éliminatoires |
| 2005-06 | 20 | 8  | 1  | 4 | 0  | 7  | 51  | 51  | 30  | 4e/6 place | Pas de séries éliminatoires |
| 2006-07 | 24 | 9  | 1  | 1 | 1  | 12 | 93  | 76  | 31  | 5e/7 place | Pas de séries éliminatoires |
| 2007-08 | 5  | 4  | 1  | - | 0  | 0  | 24  | 9   | 14  | 1e/7 place | Remporte la poule finale    |

### Saison en Vyschaïa Liga
| Saison    | PJ | V  | VP | N | DP | D | BP  | BC  | Pts | Classement                    | Séries éliminatoires                                                           |
| --------- | -- | -- | -- | - | -- | - | --- | --- | --- | ----------------------------- | ------------------------------------------------------------------------------ |
| 2007-2008 | 52 | 33 | 4  | - | 6  | 9 | 178 | 106 | 113 | 2e/14 place de la poule Ouest | HK Belgorod 3-0 (huitième de finale) Khimik Voskressensk 3-1 (quart de finale) |

### Saisons en Pervaïa Liga
| Saison    | PJ | V  | VP | N | DP | D  | BP  | BC  | Pts | Classement                                         | Séries éliminatoires                                                |
| --------- | -- | -- | -- | - | -- | -- | --- | --- | --- | -------------------------------------------------- | ------------------------------------------------------------------- |
| 2004-2005 | 44 | 25 | 0  | 5 | 0  | 14 | 149 | 109 | 80  | 3e/12 place de la zone Oural - Sibérie occidentale | 3e de la poule finale de la Zone Oural - Sibérie occidentale        |
| 2005-2006 | 44 | 28 | 1  | 1 | 0  | 10 | 169 | 82  | 87  | 3e/12 place de la zone Oural - Sibérie occidentale | 2e de la poule finale de la Zone Oural - Sibérie occidentale        |
| 2006-2007 | 44 | 30 | 1  | 1 | 1  | 11 | 182 | 106 | 94  | 2e/12 place de la zone Oural - Sibérie occidentale | Vainqueur de la poule finale de la Zone Oural - Sibérie occidentale |

## Entraîneurs
- 2000-2002 :  Nikolai Myşaguin
- 2002-2003 :  Sergei Mogilnikov
- 2003-2004 :  Anatolii Melihov
- 2004-2005 :  Ğalym Mämbetaliev
- 2005-2007 :  Nikolai Myşaguin
- 2007 :  Mikhaïl Panine
- 2007-2009 :  Aleksandr Vysotskii
- 2009-2010 :  Andreï Chaïanov
- 2010-2011 :  Andreï Khomoutov
- 2011-2012 :  Andreï Chaïanov
- 2012-2013 :  Vladimir Krikounov
- 2013-2014 :  Ari-Pekka Selin
- 2014-2015 :  Andreï Nazarov
- 2015-2016 :  Andreï Nazarov
- 2016-2017 :  Edouard Zankavets
- 2018-2020 :  Andreï Skabelka
- 2020-2022 :  Iurii Mihailis
- 2022- :  Andreï Skabelka